# Foinikas Syros
AO Foinikas Syros – grecki męski klub siatkarski z Ermupolis założony w 1980 roku. Obecnie występuje w Greckiej Lidze Siatkówki A1.

## Polacy w klubie
| Lata gry                    | Imię i nazwisko |
| --------------------------- | --------------- |
| 2010-2011 2017 (od 01.2017) | Łukasz Szarek   |

## Sukcesy
- Puchar Ligi Greckiej:
  -  1. miejsce (2x): 2012, 2021
  -  2. miejsce (2x): 2014, 2019
- Superpuchar Grecji:
  -  1. miejsce (1x): 2021
- Mistrzostwa Grecji:
  -  2. miejsce (3x): 2012, 2016, 2021
  -  3. miejsce (4x): 2015, 2018, 2019, 2022[1]

## Kadra

### Sezon 2021/2022[2]
- Pierwszy trener:  Fulvio Bertini (do 06.12.2021) -  Joško Milenkoski (od 07.12.2021)
- Asystent trenera:  Luigi Parisi

| Nr | Imię i nazwisko         | Data ur. | Wzrost | Pozycja            |
| -- | ----------------------- | -------- | ------ | ------------------ |
| 1  | Peter Michalovič        | 1990     | 200    | atakujący          |
| 2  | Georgios Papaleksiu     | 1999     | 202    | środkowy           |
| 3  | Dimitris Pochanis       | 1997     | 200    | atakujący          |
| 4  | Dimitris Konstantinidis | 1993     | 188    | libero             |
| 5  | Raydel Hierrezuelo      | 1987     | 196    | rozgrywający       |
| 6  | Deivid Júnior Costa     | 1988     | 206    | środkowy           |
| 7  | Kostas Kapetanidis      | 1999     | 195    | przyjmujący        |
| 8  | Ilias Theodosis         | 1995     | 190    | rozgrywający       |
| 9  | Nikos Papaggelopulos    | 1988     | 202    | środkowy           |
| 10 | Markos Galiotos         | 1996     | 195    | rozgrywający       |
| 12 | Mitar Dzurits           | 1989     | 211    | środkowy/atakujący |
| 13 | Andreas Fragkos         | 1989     | 201    | przyjmujący        |
| 14 | Žiga Štern              | 1994     | 193    | przyjmujący        |
| 15 | Wasilis Karasawidis     | 1995     | 196    | libero             |
| 17 | Panagiotis Papadopoulos | 1992     | 198    | przyjmujący        |
| 18 | Nikos Milis             | 1996     | 197    | atakujący          |

### Sezon 2020/2021
- Pierwszy trener:  Giannis Orfanos (do 16.12.2020) -  Igor Juričić (od 17.12.2020)
- Asystent trenera:  Dimitris Palaitsakis

| Nr | Imię i nazwisko          | Data ur. | Wzrost | Pozycja      |
| -- | ------------------------ | -------- | ------ | ------------ |
| 1  | Andre Brown              | 1990     | 206    | środkowy     |
| 2  | Thanos Maroulis          | 1988     | 186    | rozgrywający |
| 3  | Dimitris Gkaras          | 1985     | 185    | libero       |
| 4  | Aleksandros Protopsaltis | 2002     | 188    | przyjmujący  |
| 5  | Kupono Fey               | 1995     | 196    | przyjmujący  |
| 6  | Ivan Raič                | 1989     | 204    | atakujący    |
| 7  | Atanasis Protopsaltis    | 1993     | 186    | przyjmujący  |
| 8  | Ilias Theodosis          | 1995     | 190    | rozgrywający |
| 9  | Nikos Papaggelopulos     | 1988     | 202    | środkowy     |
| 10 | Murilo Radke             | 1989     | 198    | rozgrywający |
| 11 | Lykurgos Russis          | 1988     | 189    | rozgrywający |
| 13 | Dimosthenis Linardos     | 1997     | 204    | środkowy     |
| 14 | Žiga Štern               | 1994     | 193    | przyjmujący  |
| 15 | Wasilis Karasawidis      | 1995     | 198    | libero       |
| 17 | Wasilis Kostopulos       | 1995     | 198    | przyjmujący  |
| 18 | Nikos Milis              | 1996     | 197    | atakujący    |